# Exacum emirnense
Exacum emirnense là một loài thực vật có hoa trong họ Long đởm. Loài này được (Baker) Schinz mô tả khoa học đầu tiên năm 1906.